# 美樹さやか
美樹 さやか（みき さやか）は、テレビアニメ『魔法少女まどか☆マギカ』に登場する架空の人物。まどか☆マギカの外伝漫画『魔法少女まどか☆マギカ [魔獣編]』『魔法少女おりこ☆マギカ』、『魔法少女まどか☆マギカ 〜The different story〜』にも登場する。
一人称は「あたし」。
まどかは「まどか」、ほむらは「転校生」「ほむら（『叛逆の物語』や『魔獣編』など一部のメディアのみ）」、マミは「マミさん」、杏子は「あんた」「杏子（同上）」と呼んでいる。
声優は各作品共通で喜多村英梨（英語版はサラ・アン・ウィリアムズ）が担当する。『マギアレコード 魔法少女まどか☆マギカ外伝』の舞台版では金村美玖（けやき坂46（現・日向坂46））が演じる。

## 役柄
見滝原中学校に通う2年生で、鹿目まどかと同じクラスの親友として設定されている。魔法少女への変身後の武器は護拳のあるサーベル状の刀剣。
魔女化した際には人魚の魔女（オクタヴィア）に変化する。人魚の魔女はコンサートホールのような結界に住み、演奏をする使い魔を従える。時空軸によっては、ディスコのような結界に住み、ダンスをする使い魔を従えることもある。

### 魔法少女まどか☆マギカ
まどかと共に魔法少女の世界に足を踏み入れる。幼馴染の上条恭介に一途な想いを寄せており、治療不可能な怪我によってバイオリン奏者になる夢を絶たれた恭介を救うため、巴マミの死後、恭介の腕の治癒を願ってキュゥべえと契約し、魔法少女となる。だが、生前のマミからは、自分の願いを他者のために使うことの危うさを指摘されており、やがてその指摘通りの問題に直面することになる。
他者のために戦い戦死したマミを強く尊敬しており、同じく「他者のためだけに魔法を使う」ことを正義と信じて行動する。そのため、利己的な佐倉杏子に対して反感を抱いており、マミを見殺しにしたという誤解から暁美ほむらのことも嫌っている。魔法少女となった当初は戦うことへの自信に溢れ、劇中において物語を牽引する「第二の主人公」としての立場を担う。しかし契約により自分が人間ではないものに変質していた事実に衝撃を受け、さらに恭介と親友の志筑仁美との三角関係に直面したことをきっかけに、人間ではなくなってしまった自分は恭介と結ばれることができないと思い詰めるようになる。次第にまどかや杏子の言葉にも耳を貸さなくなり、心身共に消耗しつつ無謀な戦いを続けた結果、急速にソウルジェムは穢れを溜め込み、信念も見失った末に「人魚の魔女」へと変貌してしまう。杏子とまどかはさやかを救おうとするが、魔女に変貌してしまった魂が元に戻ることはなく、最終的に杏子と相討ちになり消滅する。あらかじめ杏子が回収していた遺体は現世で発見され、世間的には家出した末の衰弱死として葬儀が行われる。物語の残酷さを象徴するような最期は、劇中における悲劇のヒロインとしての役割が意図されている。
第10話の過去の時間軸でも魔女化しており、そこではほむらに倒される。その際、さやかのソウルジェムが変化したグリーフシードはまどかの手に渡り、後のワルプルギスの夜との戦いで黒く染まったほむらのソウルジェムを浄化するために用いられている。
第12話では、とあるコンサートでまどかと再会し、和解した。恭介と仁美の幸せを祈り、会話を終えた後、まどかと共に再び元の友達に戻り昇天した。
再構成された世界でも魔法少女としてマミ・ほむら・杏子と共に戦っていたが、魔獣との戦いで力を使い果たした末に、その魂は「円環の理」となったまどかに導かれ、現世から消滅する。杏子からは「友達になれたのに」と惜しまれたが、恭介の腕を治すためには避けられない運命だったためさやかに後悔はなかった。

#### [新編]叛逆の物語
［新編］叛逆の物語では「円環の理」に導かれた後の物語が描かれた。
本作品でのさやかは、「円環の理」の一部となっており、アルティメットまどかの補佐役として登場する。
魔法少女として限界を迎え、本来なら「円環の理」に導かれるべきほむらが、インキュベーターの実験により通常の救済が不可能になっていたため、まどか・なぎさと共に行動を起こす。インキュベーターの目を欺くため、なぎさと共にまどかの記憶を預かり、ほむらのソウルジェムの中に構築された魔女結界＝偽りの見滝原へ潜入。その世界で日常生活を演じる一方で、秘かにほむらを救出する機会を伺っていた。改変前の世界やインキュベーターの実験の影響などの事情を全て認識していたため、毛嫌いしていたほむらに対しても歩み寄りの姿勢をとっている。なぜかさやかの家の居候になっていた杏子とも仲良くしていた。
ほむらの結界の中には魔法少女としてではなく、魔女として現れており、ほむらを救済する戦いにおいて、なぎさと共に中心的な役割を果たす。「円環の理」の他の魔女から借り受けた使い魔の大軍を召喚・使役し、くるみ割りの魔女の使い魔の軍隊と交戦したり、また杏子とのコンビネーションとして、自らの半身である「人魚の魔女」の刀を杏子の武器である長槍に変形させ、魔女結界の壁を突き破るなど、奮戦している。
ほむらが“導かれ”ようとする際にまどかの記憶と力を消し去り、因果律が再改変された影響で、さやかは「円環の理」に帰れなくなり、再び人間（魔法少女）として生きていくことになる。ほむらに対面した際には、『円環の理』を踏みにじる行為を厳しく糾弾したが、「『悪魔』の自分が神の理に逆らうのは当然」と返される。ほむらの態度に怒りがおさまらないさやかだったが、ほむらの力によって「円環の理」としての記憶が失われつつある中では「だけどこれだけは忘れない。暁美ほむら、あんたが悪魔だってことは！」と告げるに留まった。その一方で、かつての思い人である恭介や恋敵であった仁美に出会った際には「こうやってまた“おはよう”が言えるのは幸せ」と語っていた。

### 魔法少女おりこ☆マギカ
外伝漫画のおりこ☆マギカでは、まどかやほむらのクラスメイトとして一緒に行動していた。魔女の結界の中では逃げ惑い生き延びようとし、最後にまどかとともに行動する。なお、さやかは魔法のことは知らず、魔法少女とはなっていないが、使い魔に攻撃を仕掛けたり、ほむらに助太刀しようとしたりする勇敢さを見せる。

### 魔法少女まどか☆マギカ 〜The different story〜
アニメのスピンオフ漫画であるThe different storyでは、アニメ本編より早い段階で契約し、お菓子の魔女戦でマミのピンチを救う。しかし、恭介と仁美の三角関係に直面した際、魔法少女の使命のために自分が身を引くことにしたが、無意識とはいえ仁美が魔女に襲われた際に放置したことで罪悪感を覚え、それが精神的負担となり、その後の戦闘で注意力が散漫になってしまってしまったことでマミを負傷させてしまう。そのことに責任を感じ、「自分は正義の味方失格であり、マミとコンビを組む資格が無い」と、マミとのコンビを解消してしまう。さらに恭介本人にも自分の願いを知られ、「自分の悪いところを知られたくない」と苦悩を深め、ソウルジェムを限界まで濁らせてしまう。
そして、影の魔女との戦闘中、マミから自分の本当の願いは正義の味方であることではなく、誰かと一緒にいることなのだと打ち明けられ、「さやかと一緒にいるために、正義の味方を辞める」ことを宣言される。しかし、穢れを溜め込みすぎたソウルジェムが限界に達し、マミの目の前で魔女化してしまう。
その後杏子によって倒されるが、ソウルジェムの真実を知らないまま契約したまどかの願いによって見滝原にワルプルギスの夜がやってくる前に生き返る。

### 魔法少女まどか☆マギカ[魔獣編]
序盤における主人公であり、マミ、杏子とチームを組んでいる。本編と異なり、杏子との仲は良好だったが、恭介の件がきっかけで徐々に仲が悪化していく。最終的には杏子との仲が修復され、彼女を「友達」として認め、穏やかな表情で円環の理に導かれた。
本作ではさやか消滅後にほむらが転校して来た為、ほむらとの関係は描かれていない。
中盤はさやかを模した魔獣「魔獣サヤカ」が登場し、杏子と一戦交えた。

### マギアレコード 魔法少女まどか☆マギカ外伝
マミが行方不明になったことを知り、まどかとほむらの案内で神浜市に訪れる。魔力反応を追った末に、神浜記録博物館にてマギウスの翼の一員となり「神浜聖女のウワサ」を纏ったマミと再会。マミと交戦していた環いろはと七海やちよを救出した後、2人から魔法少女の真実を知らされる。ショックを受けながらもまどか・ほむらと話し合いマミの救出を誓う。見滝原市内にてアリナ・グレイによって結界に閉じ込められ、杏子の助力で脱出した後は再び神浜市に向かい、ウワサを剥がされ正気に戻ったマミと合流。ホテル・フェントホープの崩壊後は、マギウスによって神浜市に召喚されたワルプルギスの夜と戦う。
テレビアニメ版では一部の展開がゲーム版と異なる。キレーションランドにてウワサに憑依されたマミと交戦し、最終的にまどかとのコネクトでウワサを剥がしマミの救出に成功する。魔女誘導装置のウワサの撃破後、ワルプルギスの夜を迎撃するために見滝原市に戻る。その後はワルプルギスの夜との戦闘を図るが、その決着については描写されていない。

#### 魔法少女まどか☆マギカ scene0
Film1では魔法少女になっておらず、出番は少ない。
Film2では魔法少女に関する事や自身の素質を知らされており、ほむらの忠告を無視してキュゥべえと契約し、魔女の口づけを受けた仁美達と魔女に苦戦していたほむらを救出。自身が対立している杏子との関係性を疑い、ほむらから隠し事を聞き出すも、ほむらへの不信感を強める。後に精神を病み、自身のソウルジェムを無視して独りで魔女退治をするようになるとグリーフシードによる浄化をも拒むようになる。
ソウルジェムの真相を知らないほむらに自身のソウルジェムを奪われ意識を無くし、その事に気づいたほむらにソウルジェムを返却されると、よりほむらを嫌悪する。直後にキュゥべえからソウルジェムの真相を聞き出しており、その次の日、同じく他者の為に魔法少女となったまどかと自身を比較して自己嫌悪に陥り、直後に魔女と化しほむらに倒された。

## キャラクター設計
ソウルジェムと髪の色は青。魔法少女への変身時は剣と魔法のファンタジーに登場する軽装の剣士のようなデザインで、ビスチェ風のトップと左右非対称なスカートの上にマントを羽織っている。ソウルジェムは臍部に装着される。キャラクター原案を担当した蒼樹うめはボーイッシュさと女の子らしさの両方を表現したかったとしており、その中間点を探った結果、魔法少女姿のデザイン案は最終稿近くになるまで浮かんでこなかったと述べている。そのため、女性らしさを体現する右半身は髪が長くてスカートが短く、ボーイッシュに見えるようにと描かれた左半身は髪が短くスカートが長いデザインになっている。通常時は黄色のヘアピンをしているが、テレビアニメにおいては変身後に髪飾りの類はなくなる。これは派手な装飾を付けるよりはシンプルな方がいいという判断によるものだったが、監督の新房はテレビ版の放送終了後に「やはりなにかつけとくべきだったかも」と述べており、劇場版では演奏記号のフォルティッシモをあしらった意匠の髪飾りが追加された。この音楽をモチーフとした意匠はテレビアニメ版での演出から着想を得たと蒼樹は述べている。
名前とイメージカラーは脚本の虚淵玄の発案。能動的に戦いに身を投じていくというキャラクターであるため、主人公のまどかが蒼樹の作風に寄せて書いたキャラクターであるのに対し、さやかは自らの作風の中にあるヒロインのイメージで脚本を書いたと虚淵は述べている。
武器の刀剣にはトリガーを引くことで刀身を射出するギミックや、刀身が分割するというギミックが設定されていたが劇中ではあまり生かされなかった。

## 特色
特別なステータスや潜在能力はないが、お調子者なムードメーカーであり、さやかを演じた喜多村英梨はどこにでもいる一番リアルな女の子だと述べる。活発で正義感が強く、物事を自らの力で能動的に解決していく考え方の持ち主であり、一見行動派にみえるが、実際は思い悩んで行動するタイプだと心理学者の富田たかしは分析している。そして、思い込むと一つのことにこだわり続けてしまう意固地さと不器用さを持っており、行き詰まるとストレスを溜めこみやすいのだという。
完全欲が強いがために現実とのギャップから自己嫌悪に陥る面もあり、ライターの上田繭子は自己評価の低さに反して理想が高いところが欠点であると評し、声優の喜多村は思春期の青さを象徴するキャラクターだと述べている。
戦闘に置いては接近戦を主体とするキャラクターで、アニメでシリーズディレクターを務めた宮本幸裕によると戦闘技術こそ拙いもののパワーとスピードの両面を備え、また防御力に長けるなど全体的にバランスのとれた資質を持つ。契約時の願いから発現した強力な治癒能力を併せ持っており、劇中ではその回復力を利して自らの痛覚を遮断し、ほとんど防御を無視して戦う戦法も用いる。
テレビアニメ版での最終話においては、まどかによって世界が改変された後でも消滅してしまうという最期を迎えている。このことについて脚本を担当した虚淵は「さやかが助からない」のではなく、自分の本望を認めたさやかが覚悟を固めたために「恭介を助けてしまった」結果であるとして、ニュアンスの違いを強調している。

## 玩具展開
2012年にはフィギュア販売も展開され、販売をしたグッドスマイルカンパニー内の年間ランキングにおいてfigmaが10位、ねんどろいどが13位となる販売数を記録した。アマゾンジャパンでのホビー2012年間ランキングにおいてはねんどろいどが13位、figmaが14位についた。